# Johanne Modder

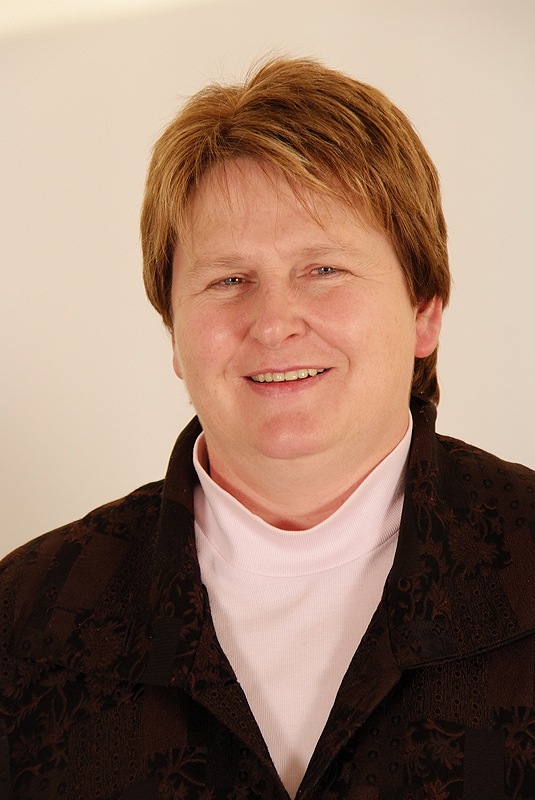
Johanne Modder im November 2009

Johanne „Hanne“ Modder geb. Dannen (* 12. Juli 1960 in Bunderhee, Landkreis Leer) ist eine deutsche Politikerin (SPD). Sie war von 2003 bis 2022 Mitglied des Niedersächsischen Landtags und dort von 2013 bis 2022 Vorsitzende der SPD-Fraktion.

## Ausbildung und Beruf
Nachdem Modder die Mittelpunktschule in Bunde im Jahr 1975 mit dem qualifizierten Hauptschulabschluss beendet hatte, besuchte sie die zweijährige Berufsfachschule Wirtschaft. Anschließend absolvierte sie eine Berufsausbildung zur Verwaltungsangestellten und war in den Jahren 1979 bis 1985 bei der Kommunalverwaltung in Bunde tätig. Von 1999 bis zu ihrer Wahl in den Landtag im Jahr 2003 arbeitete sie im Büro der SPD-Landtagsabgeordneten Helmut Collmann und Anton Lücht.

## Politik
Modder wurde 1986 Mitglied der SPD und Ratsfrau der Samtgemeinde Bunde bzw. ab 2001 der Gemeinde Bunde und dort von 2001 bis 2019 Vorsitzende der SPD-Fraktion. In den Jahren 1996 bis 2001 war sie ehrenamtliche Bürgermeisterin, danach stellvertretende Bürgermeisterin. Seit 2001 ist sie Vorsitzende des SPD-Gemeindeverbandes Bunde sowie Kreistagsabgeordnete des Landkreises Leer.
Dem Niedersächsischen Landtag gehörte Modder von 2003 bis 2022 an, wo sie vom 22. Januar 2013 bis zum 8. November 2022 Vorsitzende der SPD-Landtagsfraktion war. Zuvor war sie von 2008 bis 2013 innenpolitische Sprecherin und stellvertretende Fraktionsvorsitzende. Bei der Landtagswahl 2022 trat sie nicht wieder an. Modder war zwischenzeitlich Vorsitzende der Sozialdemokratischen Gemeinschaft für Kommunalpolitik (SGK) im Bezirk Weser-Ems. Von 2010 bis 2022 war Modder außerdem Vorsitzende des SPD-Bezirks Weser-Ems. Ihr Nachfolger wurde Dennis Rohde.
Am 24. Juni 2023 erhielt sie die Willy-Brandt-Medaille für besondere Verdienste um die Partei.

## Privates
Johanne Modder ist verheiratet und hat zwei Kinder. Sie ist evangelischer Konfession.